# كأس هونغ كونغ 1978–79
كأس هونغ كونغ 1978–79 هو موسم من كأس هونغ كونغ. فاز فيه Yuen Long FC ‏.